# Tidaholms station
Tidaholms station i Tidaholm var slutstation vid Hjo-Stenstorps Järnväg (HSJ) och Tidaholms Järnväg (TJ). Stationen invigdes den 1 juni 1876 och på 1920-talet uppfördes ett nytt stationshus, stationen lades ner den 1 januari 1989. För de tidiga industrierna i Tidaholm, Tidaholms bruk och Tändsticksfabriken Vulcan innebar järnvägen ett uppsving. 

## Ekedalen-Tidaholm

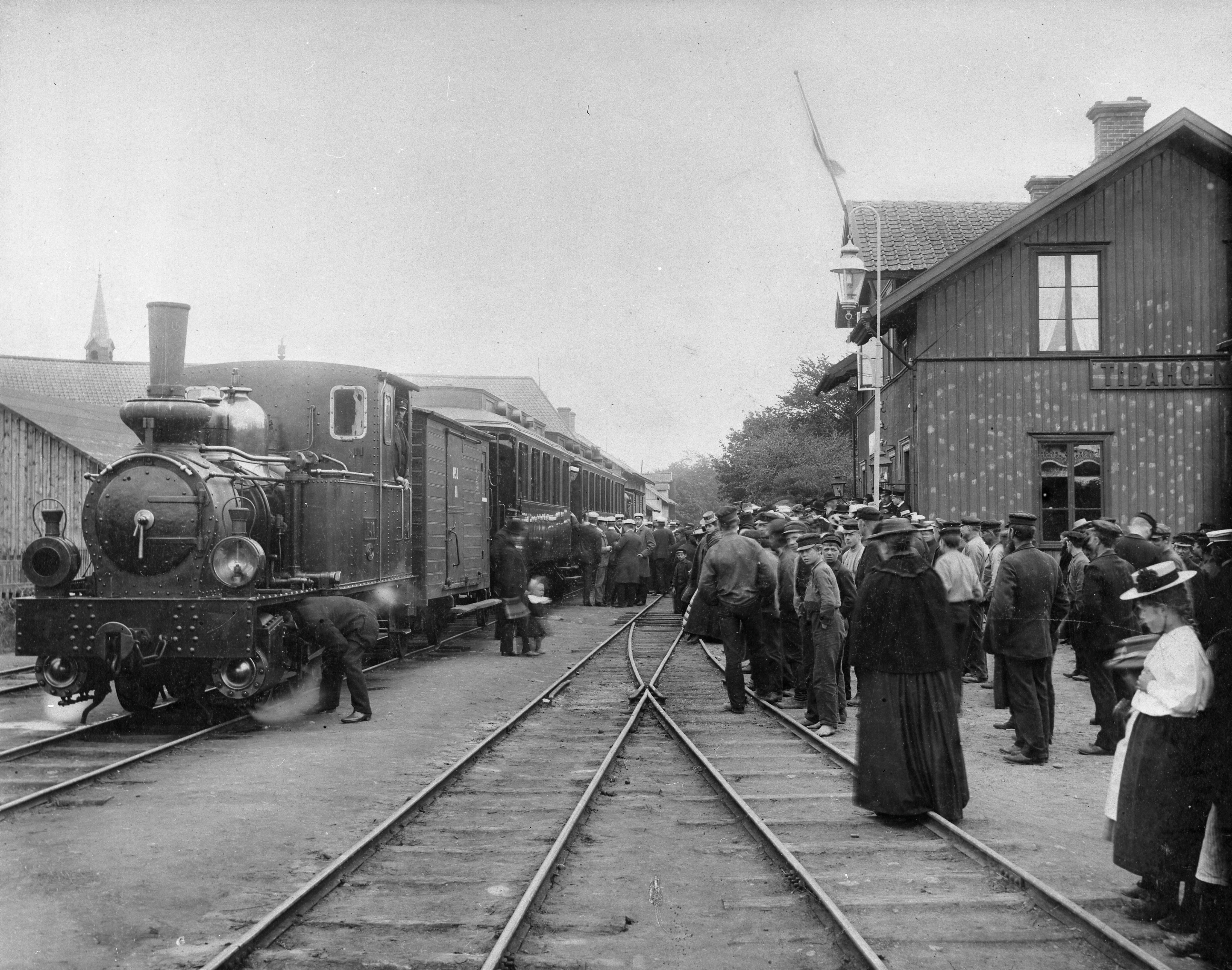
Den gamla järnvägsstationen år 1900 med HSJ lok 7 Hjo.

Efter att HSJ hade anlagt sin bibana från Svensbro ner till Ekedalen för att kunna transportera kalk från kalkbruken kring Ekedalen, började man 1875 arbetet att ytterligare förlänga banan från Ekedalen till Tidaholm. I juni 1876 kunde den sista delen av HSJ invigas och Tidaholm fick sin första järnväg vilket hade stor betydelse för stadens industrier där tändsticksfabriken och bruket hade ledande platser. Ett stickspår anlades 1876 till Tändsticksfabriken Vulcans område där ett omfattande internt spårnät anlades. Stora mängder aspvirke fraktades till fabriken samtidigt de färdiga tändstickorna fraktades ut till Stenstorp för vidare frakt ut i världen. Tidaholms Bruk var också en stor kund. Brukets stora artikel Tidaholmskärran samt skolmöbler var ett par av godsslagen.

## Vartoftabanan
För tändsticksfabriken blev omlastningen till den normalspåriga stambanan i Stenstorp kostsam. Fabriken behövde en normalspårig järnväg med anslutning till stambanan. En sådan byggdes med anslutning i Vartofta. Med bygget av Vartoftabanan som invigdes i november 1906 hade Tidaholm två järnvägar.

## Järnvägens nedgång
För att minska kostnaderna beslöt TJ och HSJ 1929 om samförvaltning med kontor i Tidaholm, detta fortsatte tills staten köpte TJ. Under 1930-talet blev lönsamheten sämre och för att undvika konkurs köpte staten TJ den 1 juli 1939 baserat på riksdagsbeslutet i maj 1939. Dåvarande Statens Järnvägar tog över driften. Under 1948 förstatligades alla kvarvarande privata järnvägsbolag med smalspåriga linjer i Västra Götaland, den 1 juli 1948 övertogs HSJ:s linjer av Statens Järnvägar. varvid SJ blev ensam om att trafikera Tidaholms station.
När kalkindustrierna omkring Ekedalen lade ned verksamheten och tändsticksfabriken i Tidaholm istället fraktade på Vartoftabanan så försvann lönsamheten för den smalspåriga bandelen mellan Tidaholm och Svensbro. Minskningen av persontrafiken på grund av konkurrensen från busstrafik och privat biltrafik gjorde naturligtvis också sitt till. Bandelen Tidaholm - Ekedalen - Svensbro lades ned den 3 juni 1956.
I början på 1960-talet minskade godstrafiken till tändsticksfabriken på den normalspåriga Vartoftabanan för att helt upphöra 1968 då all transport hade flyttats till lastbil. Persontrafiken lades ner 1970 och godstrafiken upphörde 1989.

## Lokstall
År 1875 byggdes ett rundstall med två platser i bangårdens västra ände för HSJ's lok. Lokstallet fanns kvar till år 2004 då det revs.